# Gerardo Anaya y Diez de Bonilla
Gerardo Anaya y Diez de Bonilla (* 3. Oktober 1881 in Tepexpan, Bundesstaat México, Mexiko; † 15. Juni 1958 in San Luis Potosí) war ein mexikanischer Geistlicher und Bischof von San Luis Potosí.

## Leben
Gerardo Anaya y Diez de Bonilla empfing am 2. April 1904 das Sakrament der Priesterweihe für das Mexiko-Stadt.
Am 8. März 1920 ernannte ihn Papst Benedikt XV. zum Bischof von Chiapas. Der Erzbischof von Mexiko-Stadt, José Mora y del Rio, spendete ihm am 13. Juni desselben Jahres die Bischofsweihe; Mitkonsekratoren waren der Erzbischof von Linares o Nuevo León, Francisco Plancarte y Navarrette, und der Erzbischof von Michoacán, Leopoldo Ruiz y Flóres. Am 3. Oktober 1941 ernannte ihn Papst Pius XII. zum Bischof von San Luis Potosí.